# Daniel Block

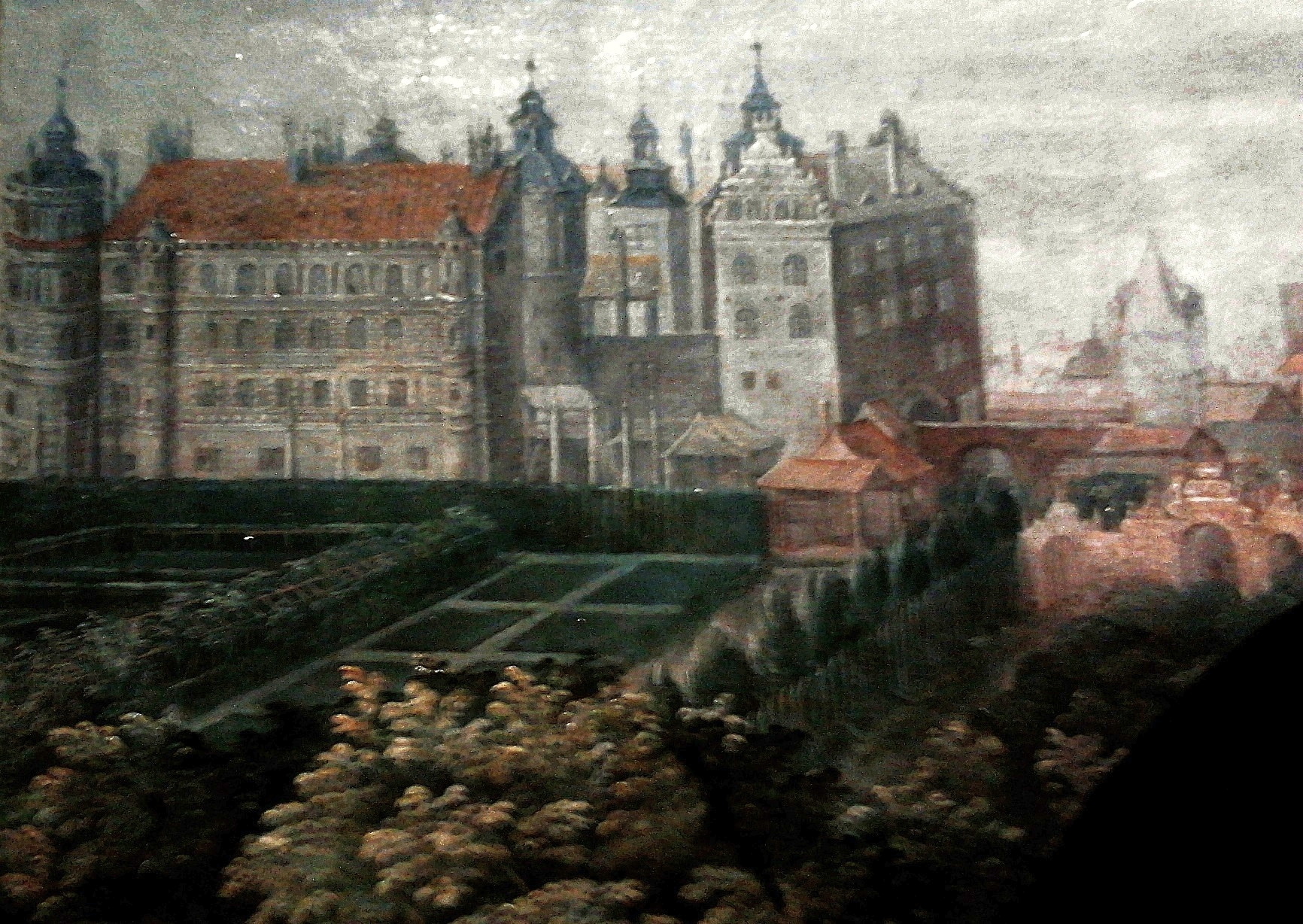
Slottet i Güstrow, utfört av Daniel Block.

Daniel Block, även Blok, Blockh, Blockhen, född 1580 i Stettin, död 1660 eller 1661 i Rostock, var en furstlig konterfejare, målare och hovman. 
Han var son till köpmannen Martin Block som hade flyttat från Utrecht till Stettin. Block studerade konst för Jacob Scheren i Gdansk 1593. Han bosatte sig 1609 i Mecklenburg för att 1612 flytta till Schwerin. Han utnämndes till hovmålare av hertig Adolf Friedrich av Mecklenburg-Schwerin 1616 och blev 1626 hertig Johann Albrecht II:s hovmålare. För hertigarna av Mecklenburg-Schwerin utförde han ett  genealogisk och heraldiska släktträd. Han förlorade alla sina tillgångar under det trettioåriga kriget, men byggde upp en ny tillvaro som raserades när allt han ägde brann upp vid stadsbranden i Schwerin 1651. Han flyttade därefter till Wismar och slutligen till Rostock. Block utförde på beställning av Christian IV av Danmark ett antal porträtt samt under ett besök i Sverige var han anlitad av det svenska hovet som porträttmålare. Av hans söner blev tre målare, Benjamin Block blev hovmålare, Adolf Emanuel Block var verksam i Rostock. En dotter till Block vigdes i Stockholm 27 november 1649 enligt notisen Daniel Block Fürstl. Conterfeyer zu Schwerin in Mecklenburg och det är troligt att det var vid denna tidpunkt var verksam som målare i Sverige.  